# Barloworld (equipo ciclista)
Barloworld (código UCI: BAR) fue un equipo ciclista que corrió a lo largo de su existencia con licencia sudafricana (2003-2004) y británica (2005-2009). El equipo participaba mayoritariamente en el UCI Europe Tour de los Circuitos Continentales UCI así como a las carreras de mayor nivel (UCI ProTour o UCI World Calendar) a las que era invitado.

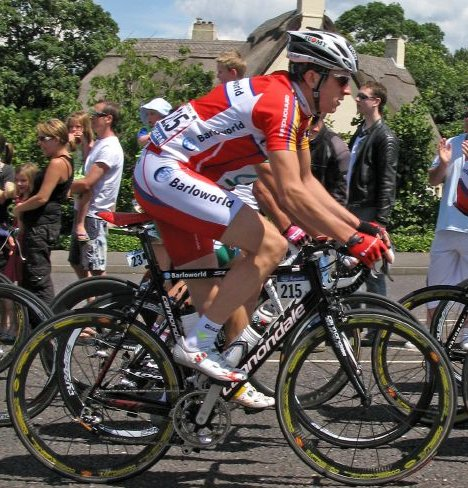
Geraint Thomas con el maillot del equipo.

Los directores del equipo eran Claudio Corti, Valerio Tebadi, Christian Andersen, y Alberto Volpi. Sus ciclistas más importantes eran el sudafricano Robert Hunter y el colombiano Mauricio Soler, que ganó el premio de la montaña en el Tour de Francia 2007.
El patrocinador principal del equipo era Barloworld, una compañía sudafricana dedicada a la gestión de marcas industriales.
El equipo Barloworld compitió en el Tour de Francia 2007 después de obtener una invitación de la organización. Fue el primer equipo inglés participar en el Tour desde el equipo ANC-Halfords en el Tour de 1987.

## Historia del equipo

### Creación y primeros años
El equipo se gestó en 2002 con la intención de convertirse en la primera formación sudafricana en participar en el Tour de Francia. La escuadra estaría dirigida por John Robertson y su empresa Euro Cycling Promotions, sociedad a la que pertenecía la licencia UCI.

#### 2003: debut en Tercera División
El equipo debutó en 2003, dentro de la Tercera División. La formación concluyó quinta en dicha categoría.

#### 2004: en Segunda División
En 2004 corrió dentro de la Segunda División.

### Éxitos en África e irrupción europea con Igor Astarloa
De cara a 2005 se produjo un cambio en la organización del ciclismo, pasando a instaurarse una categoría denominada UCI ProTour (en la que estaban los mejores equipos y carreras) y los Circuitos Continentales UCI (con cinco circuitos continentales en los que competirían equipos de categoría Profesional Continental y Continental, siendo de mayor entidad los primeros). Barloworld pasó a ser un equipo Continental Profesional (quedando así un peldaño por debajo de los ProTour) que disputaría carreras de los Circuitos Continentales africano (UCI Africa Tour) y europeo (UCI Europe Tour), y que en caso de ser invitado podría disputar también carreras ProTour. Además el equipo pasó de estar registrado en Sudáfrica a estarlo en Reino Unido, aunque su patrocinador principal seguía siendo la sudafricana Barloworld.
El equipo fichó para de cara a la nueva temporada a Igor Astarloa, Campeón del Mundo de ruta en 2003. Según el propio Astarloa su fichaje fue por dinero, ya que ningún equipo UCI ProTour le había ofrecido un contrato tan alto. El conjunto le había ofrecido una elevada ficha porque el copatrocinador Valsir pertenecía a un amigo suyo.

#### 2005: Kannemeyer, primer ganador del Africa Tour

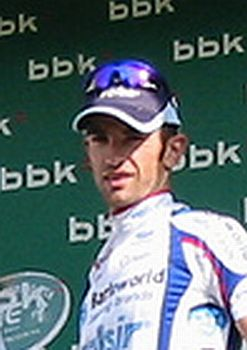
Arreitunandia, en el podio de la Euskal Bizikleta.

Peio Arreitunandia fue tercero en la Euskal Bizikleta.
Igor Astarloa ganó una etapa de la Vuelta a Burgos.
Tiaan Kannemeyer ganó la primera edición UCI Africa Tour.

#### 2006: nueva dirección
En diciembre de 2005 se produjo un relevo en la dirección del equipo, quedando fuera del proyecto sus hasta entonces responsables John Robertson y Christian Andersen, que habían operado bajo la sociedad Euro Cycling Promotions. El motivo de ese relevo se debió a la tensiones existentes en el seno de la formación entre sus ramas sudafricana e italiana. El puesto de Robertson pasó a ser ocupado por Claudio Corti, exdirector de Saeco y Lampre, quien ya había trabajado anteriormente con Astarloa. Los cambios se extendieron a otras áreas, como la equipación (que pasó a ser roja) y las bicicletas (Cannondale).
El debutante Amets Txurruka fue quinto en la Euskal Bizikleta, siendo la revelación de la carrera. El corredor vasco sería fichado para la siguiente temporada por su equipo de casa, el Euskaltel-Euskadi de categoría UCI ProTour.
Igor Astarloa ganó la Milán-Turín.

### Del Tour de Francia a la desaparición

#### 2007: debut en el Tour y eclosión de Soler
En 2007 el equipo tuvo una destacada actuación en el Tour de Francia, logrando dos victorias de etapa en la Grande Boucle de la mano de Robert Hunter y Mauricio Soler. Además, Soler subió al podio de los Campos Elíseos de París como ganador de la clasificación de la montaña con el maillot de lunares rojos, mientras que Hunter fue segundo en la clasificación por puntos.
El colombiano Soler logró poco después adjudicarse la Vuelta a Burgos, donde además de la general ganó la etapa reina con final en Lagunas de Neila.

#### 2008: positivo de Moisés Dueñas
En 2008 el equipo llegó al Tour de Francia con la intención de repetir su buen papel del año anterior. En las primeras etapas se produjeron sendos cuartos puestos de Robert Hunter y Paolo Longo Borghini, así como la retirada del jefe de filas Mauricio Soler. Sin embargo, la participación del equipo en la ronda gala estuvo marcada por el anuncio el 16 de julio de que el español Moisés Dueñas, décimo en la general hasta ese momento (el mejor del Barloworld) y una de las revelaciones de dicha edición, había dado positivo por EPO en un control antidopaje realizado en la cuarta etapa. Debido a ese caso de dopaje Dueñas fue excluido de la carrera y detenido por la Gendarmería francesa para ser interrogado, al tiempo que en su habitación del hotel de Tarbes en el que se alojaba el equipo fueron halladas diversas sustancias dopantes. Ese mismo día se produjeron los abandonos por caída de Félix Cárdenas (compañero de habitación de Dueñas) y Longo Borghini, y un día después hizo lo propio Baden Cooke. Uno de sus corredores, John Lee Augustyn, protagonizó una de las imágenes de aquel Tour cuando iba escapado junto a un grupo y se cayó en la bajada de la cima de Bonette Restefond arrastrándose metros abajo por un suelo de piedra y tierra y logrando hincar los pies antes de perder el control de su cuerpo.
Enrico Gasparotto se proclamó vencedor del UCI Europe Tour, el circuito continental europeo.

#### 2009: última temporada y disolución

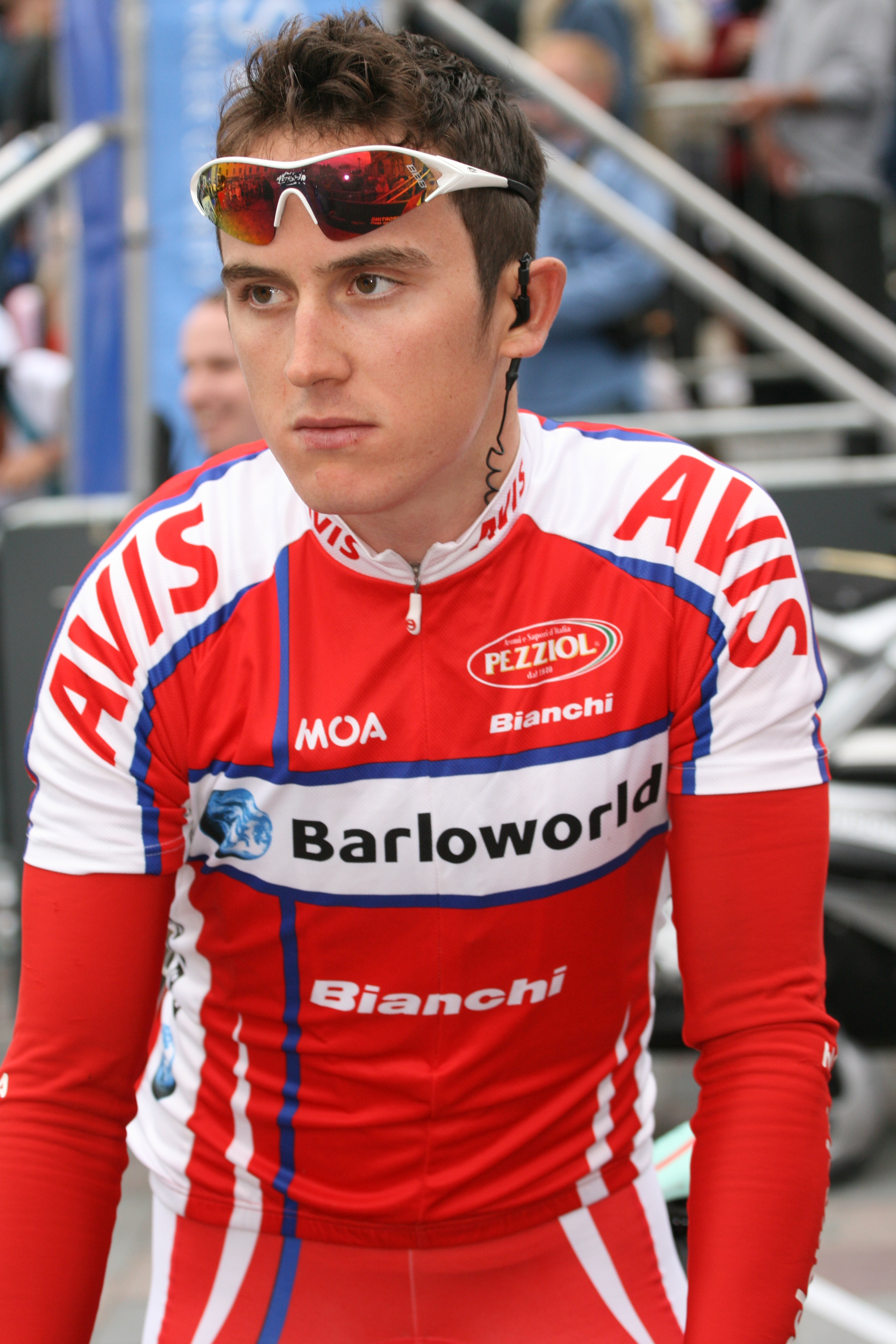
Geraint Thomas, con el maillot de 2009.

Ese escándalo provocó la disolución definitiva del equipo en 2009, disolución que en principio ya habían anunciado en 2008 tras ese positivo pero finalmente mantuvieron sus compromisos firmados para ese último año.
En su última temporada el equipo tuvo como copatrocinador a Bianchi.

## Corredor mejor clasificado en las Grandes Vueltas
| Año  | Giro de Italia      | Tour de Francia        | Vuelta a España |
| ---- | ------------------- | ---------------------- | --------------- |
| 2003 | -                   | -                      | -               |
| 2004 | -                   | -                      | -               |
| 2005 | -                   | -                      | -               |
| 2006 | -                   | -                      | -               |
| 2007 | -                   | 11.º Mauricio Soler    | -               |
| 2008 | 16.º Félix Cárdenas | 48.º John-Lee Augustyn | -               |
| 2009 | 32.º Chris Froome   | -                      | -               |

## Material ciclista
El equipo usaba bicicletas de la marca Bianchi (2008-2009) y componentes de la marca Shimano. Anteriormente utilizó bicicletas Look (2003), Carrera (2004), De Rosa (2005) y Cannondale (2006-2007).

## Clasificaciones UCI
La Unión Ciclista Internacional elaboraba el Ranking UCI de clasificación de los ciclistas y equipos profesionales.
A partir de 1999 y hasta 2004 la UCI estableció una clasificación por equipos divididos en tres categorías (primera, segunda y tercera). La clasificación del equipo y de su ciclista más destacado fue la siguiente:
| Año  | Categoría | Clasificación por equipos | Mejor corredor en la clasificación individual | Posición |
| 2003 | Tercera   | 5º                        | David George                                  | 232º     |
| 2004 | Segunda   | 9º                        | Ryan Cox                                      | 229º     |

A partir de 2005 la UCI instauró los Circuitos Continentales UCI, donde el equipo estuvo hasta su disolución en 2009, registrado dentro del UCI Europe Tour. Estando en las clasificaciones del UCI Africa Tour Ranking, UCI America Tour Ranking, UCI Asia Tour Ranking, UCI Europe Tour Ranking, UCI Oceania Tour Ranking (todos) así como en la global de los equipos Continentales Profesionales adheridos al pasaporte biológico que se hizo el 2009; PCT Biological passport. Las clasificaciones del equipo y de su ciclista más destacado son las siguientes (excepto en la PCT Biological passport que solo fue clasificación de equipos):
| Año                                 | Clasificación por equipos | Mejor corredor en la clasificación individual | Posición |
| 2005 (Africa Tour)                  | 1º                        | Tiaan Kannemeyer                              | 1º       |
| 2005 (Asia Tour)                    | 3º                        | Ryan Cox                                      | 2º       |
| 2005 (Europe Tour)                  | 4º                        | Peio Arreitunandia                            | 28º      |
| 2005-2006 (Africa Tour)             | 4º                        | Ryan Cox                                      | 59.º     |
| 2005-2006 (America Tour)            | 17º                       | Mauro Facci                                   | 140.º    |
| 2005-2006 (Europe Tour)             | 8º                        | Félix Cárdenas                                | 30.º     |
| 2006-2007 (Africa Tour)             | 1º                        | Aleksandr Yefimkin                            | 28º      |
| 2006-2007 (Europe Tour)             | 2º                        | Robert Hunter                                 | 10º      |
| 2006-2007 (Oceania Tour)            | 12º                       | Paolo Longo Borghini                          | 49.º     |
| 2007-2008 (Africa Tour)             | 2º                        | Robert Hunter                                 | 3º       |
| 2007-2008 (Europe Tour)             | 2º                        | Enrico Gasparotto                             | 1.º      |
| 2008-2009 (Africa Tour)             | 1.º                       | Daryl Impey                                   | 2.º      |
| 2007-2008 (Europe Tour)             | 23.º                      | Daryl Impey                                   | 100º     |
| 2008-2009 (PCT Biological passport) | 11º                       | -                                             | -        |

Tras discrepancias entre la UCI y los organizadores de las Grandes Vueltas, en 2009 se tuvo que refundar el UCI ProTour en una nueva estructura llamada UCI World Ranking, formada por carreras del UCI World Calendar. El equipo al ser de categoría Continental Profesional tuvo derecho a entrar en ese ranking por adherirse al pasaporte biológico.
| Año  | Clasificación por equipos | Mejor corredor en la clasificación individual | Posición |
| 2009 | 30.º                      | Robert Hunter                                 | 169º     |

## Palmarés destacado
Para el palmarés completo, véase Palmarés del Barloworld

### Grandes Vueltas
- Tour de Francia
  - 2007: 2 etapas (Mauricio Soler y Robert Hunter)

### Otras carreras
- Vuelta a Portugal
  - 2005: Vladimir Efimkin
- Vuelta a Burgos
  - 2007: Mauricio Soler
- Tour de Turquía
  - 2009: Daryl Impey

### Clásicas
- Milán-Turín
  - 2006: Igor Astarloa

## Principales ciclistas
Para las plantillas completas, véase Plantillas del Barloworld
| - Ryan Cox - Tiaan Kannemeyer - Daryl Impey - Igor Astarloa - David Plaza - Vladímir Yefimkin - Félix Cárdenas - Enrico Degano | - Enrico Gasparotto - Aleksandr Yefimkin - Robert Hunter - Kanstantsín Siutsou - Mauricio Soler - Baden Cooke - Geraint Thomas - Chris Froome |